# Baños de la Peña
Baños de la Peña es una localidad española del municipio de Respenda de la Peña, perteneciente a la provincia de Palencia, en la comunidad autónoma de Castilla y León.

## Geografía
La localidad se encuentra situada en la comarca de la Montaña Palentina.

## Historia
A la caída del Antiguo Régimen la localidad se constituyó en municipio constitucional que en el censo de 1842 contaba con 59 hogares y 307 vecinos.[cita requerida] A mediados del siglo XIX el lugar tenía contabilizada una población de 130 habitantes. La localidad aparece descrita en el tercer volumen del Diccionario geográfico-estadístico-histórico de España y sus posesiones de Ultramar de Pascual Madoz de la siguiente manera:

BAÑOS DE LA PEÑA: l. con ayunt. en la prov. de Palencia (16 leg.), part. jud. de Cervera del Rio Pisuerga (4), dióc. de Leon (18), aud. terr. y c. g. de Valladolid (24): sit. al pie de 1 cuesta no muy pendiente en el valle titulado de Valdabia, combatido por los vientos N. y O., y con clima sano, si bien se padecen enfermedades catarrales con alguna frecuencia. Tiene sobre 28 casas de mediana construccion; igl. parr. dedicada á San Crapasio, y servida por 1 cura; y 1 fuente de cuyas aguas se surten los vec. para su consumo doméstico. Confina el térm. por N. con Barajores á 1/2 leg., por E. con Riosmenudos, por S. con Congosto, y por O. con Cornoncillo, todos á 1/4 de leg. de dist. El terreno es de mediana calidad y se halla fertilizado en parte por las aguas de un arroyo; prod.: trigo, cebada, avena, tilos y lino; y caza de liebres y perdices; pobl.: 25 vec., 130 alm.; cap. prod.: 57,550 rs.; imp.: 1,995.
(Madoz, 1846, p. 367)

Entre el censo de 1857 y el anterior el municipio de Baños de la Peña desapareció al integrarse en el de Respenda de la Peña.

## Demografía
Evolución de la población en el siglo XXI
| Gráfica de evolución demográfica de Baños de la Peña entre 2000 y 2020 |
|                                                                        |
| Población de derecho (2000-2020) según el padrón municipal del INE     |

## Patrimonio

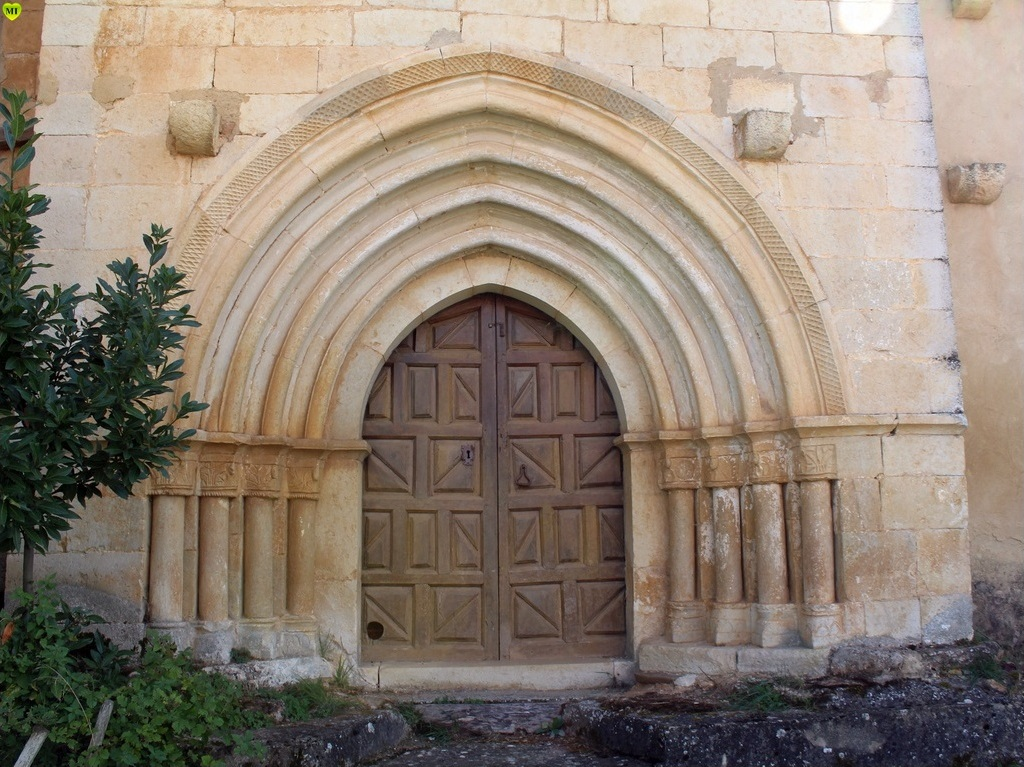
Iglesia de San Caprasio

En la localidad se encuentra una iglesia bajo la advocación de San Caprasio.

## Personas notables
- Agustín Renedo Martino (Baños de la Peña, 28 de agosto de 1870-30 de noviembre de 1936), religioso agustino y escritor